# 阮友安
阮友安（1926年10月1日—1995年4月9日），越南人民军上将。

## 生平
1926年生于宁平省嘉远县一个工人家庭。
1945年8月参加越南解放军。1945年12月入党。1949年参与了4号公路芃劳关（位于高平省与谅山省交界）之战。1950年边界战役，是174团（高平省团）第251营营长，攻克东溪要塞，取得战役初战胜利。1951年夏参加了永福省平辽坚持敌后游击战、1952年参加西北战役木州战斗。奠边府战役时，为第316师第174团团长，消灭东面据点群之敌的任务，三次进攻A1高地。是当时越军最年轻的团长，年仅28岁。1954年5月7日晨，指挥174团攻占A1高地，打开了攻克芒清坊的道路。战后任西北军区副参谋长。1958年获上校军衔。
1963年任325师师长。1964年率领第325师南下至西原地区。由于后勤补给困难，325师的两个团继续南下组建了在同奈省组建了第5师，阮友安率领留下的第101团坚持西原地区的B3战场，歼灭了南越军第39“黑虎”别动营，打垮了南越军第44团，击毙敌团长。1965年以中校军衔担任B3战场前敌指挥部（后组建第1师）副指挥兼参谋长，配合朱辉珉少将发动了波莱梅战役，其中的德浪河谷战役基本上由阮友安独立指挥，以4个营的兵力迎击美国陸軍第1騎兵师陆续投入3个营的空中機動突袭，此役是越戰中北越軍與美軍第一次陸上交戰。1966年晋升大校军衔。1967年10月-11月在得苏战斗中指挥第66团重创了美国陆军第173空降战斗旅。
1968年阮友安离开西原B3战场，调任驻老挝志愿军司令部工作。1970年初协助司令员武立指挥139号战役，控制了石缸平原。
1971年，担任越军第一主力308师师长，参加了老挝南部的九号公路战役，歼灭南越军第21别动营和有“黑虎营”之誉的南越军第39别动营。此战后被派往石缸平原帮助巴特寮军队，指挥在老挝的越军第312师、316师、886团、335团、88团等发起“Z”战役，1月10日和12日先后解放了王宝“特种部队”与数千泰国军长期盘踞的战略要地桑通和龙镇，以及石缸平原—芒绥大捷，牢牢掌握了对石缸平原的控制权，老挝解放区从北到南已连成一片。1972年6月，再次担任308师师长，参加广治战役，击退了南越军伞兵师的反击，保障了广治市社内的48团、95团的侧翼安全。随后，在后汉河防御战中粉碎了南越军伞兵师和海军陆战师的攻击,保住了半个广治省的新解放区。战后，赴苏深造。
1974年晋升少将。1975年1月接替黄文泰任第2军军长，政委黎灵少将，在治天战场，解放了广治省、顺化市，与第五军区一起三天三夜攻克了有10万机动守备部队的岘港。行军上千公里参加胡志明战役，24小时突破了藩朗。在最后攻克西贡的战斗中，阮友安指挥第二军，辖第304、第324、第325师、坦克第203旅，约4万人，任务是攻占巴地、诺仲、龙平，切断西贡河道，沿着边和-西贡公路连续突击，最终拿下了南越总统府（统一宫）。
1977年至1981年指挥第2军参加了侵柬戰爭。1980年晋升中将。1983年任监察委员会副监察长，军队竞赛委员会主任。1984年7月至1987年任第二军区副司令兼参谋长。1985年2月出任第二军区河江前指司令。1985年5月31日,阮友安发起了“M-1”加强团规模攻势。7月19日又发动了加强营规模的“M-2”攻势。1986年晋升上将。1987年7月任第二军区代司令。1988年-1991年任军事学院院长。1991年至1995年任高级军事学院（国防大学）校长。
黄明草上将称：“我们军队排第一的将领是武元甲，第二是黎仲迅，第三是黄文泰，第四是阮友安”。 
宁平市以阮友安命名了一条大街。